# Sahanniemi
Sahanniemi est le quartier VII de la municipalité d'Heinola en Finlande.

## Présentation
Sahanniemi est situé au sud-est de Tommola et à environ deux kilomètres et demi du centre-ville d'Heinola.
Sahanniemi est presque entièrement une zone industrielle. 
La zone industrielle comprend l'usine de contreplaqué d'UPM-Kymmene et l'usine de traitement des eaux usées de la ville d'Heinola.
Sahanniemi est bordé par Tommola du côté terrestre et par la baie Maitiaislahti et le Kymijoki côté aquatique.